# Самуилица
Самуилица е праисторическо пещерно селище, разкрито в местността Малък дол на 1,5 км северно от село Кунино, Романско.
Находките от това селище са датирани към края на средния и началото на късния палеолит и са класифицирани като образци на мустерска култура; т.е. селището най-вероятно е било обитавано от неандерталци. Намира се на около 10 км. разстояние от пещерните селища открити в Темната дупка (Карлуково) и Пещта (Старо село). Археологическите разкопки са започнати през 1956 г. от Николай Джамбазов и продължени от него през 1958-1959 г. като са включени и ученици от основното училище в с. Кунино.

## Разположение
Селището е разположено в две пещери, отстоящи на 30 м. една от друга – Самуилица I и Самуилица II. Пещерите са образувана в горнокредни варовици. По-малката от тях е Самуилица I. Дълга е 29 м и има денивелация 4 м. Няма странични разклонения. Нейният внушителен вход е широк 14 и висок 7 m и се вижда отдалеч. Той осигурява естествено осветление през целия ден. Навътре води равна и светла галерия. На места широчината ѝ достига 13 m, а височината около 8 m. В дъното на пещерата има малка площадка с размери 6 х 4 метра.
Дължината на по-голямата пещера, Самуилица II, е 176 метра. Главната галерия, където е било поселището, е почти хоризонтална и има дължина 56 м и широчина около 7 m. Входът на тази пещера е по-малък (8 м х 5 м), но разсеяна дневна светлина достига до дъното на главната галерия. На 50-ина метра от входа галерията е препречена от грамадни каменни блокове /плочи/. На пещерния свод са израснали многобройни малки сталактити. Премине ли се този участък се достига до обширна зала с размери 25 x 28 x 10.5 метра. От нея тръгва ниска /до 50 см./галерия, която е най-богатата на пещерни образувания част на пещерата. Многобройните сталактони, които препречват галерията, създават впечатление, че човек се намира в лабиринт.
По-голямата част от находките са намерени във входната галерия на Самуилица II.
Двете пещери са обявени за природна забележителност със Заповед No.1799 от 30.06.1972. Картирани са през 1964 г. от Димитър Събев и Иван Томов от пещерен клуб „Студенец“ - Чепеларе. Разкритото от тях продължение /силно наклонена галерия/ в дъното на Самуилица II e запушено от глинеста тапа.

## Находки
Разкрити са три културни пласта, разположени един над друг.
Най-долният културен пласт има дебелина 60 см. и се състои от светложълтеникава глина. Кремъчният материал от него съдържа голямо количество твърде груби по форма късове и пластини със сив цвят – цветът на местния кремък. Преобладават удължени клиновидните ядра и едностранно обработени стъргалки. Разчистено е открито огнище с диаметър 90 см.
Вторият културен пласт е дебел 80 см. и се състои от червеникава глина. Кремъчните резци са двустранно обработени, листовидни, някои са пригодени за закрепване към дървена дръжка.
Най-горният културен пласт е дебел 90 см. и се състои от светложълтеникава глина. Повечето кремъчни сечива са изработени отново от сив кремък, но се срещат и пластини от кремък с черен или восъчен цвят, които са били донесени от далечни места. Открит е и амулет от зъб на вълк с дупка за окачване в единия му край.
Намерените двустранни листовидни резци са идентични като форма и начин на обработка с тези от находището край с. Муселиево, което дава основание на Николай Джамбазов да говори за специфична за българските земи форма на мустерската култура, наречена от него „Култура Самуилица-Муселиево“.
Находките от най-долния културен пласт са датирани на 75 000 години, а от най-горния — на 42 000 години.
Находките се съхраняват в Националния археологически музей. Копия на тези находки могат да се видят в музейната сбирка на с. Кунино.